# 南越消防組合
南越消防組合（なんえつしょうぼうくみあい）は、福井県越前市、南条郡南越前町、今立郡池田町の1市2町が設置し、共同で消防事務を行う一部事務組合（消防組合）。管轄区域は前述の1市2町の全域。最新鋭のはしご車(MVF)を導入しており、その他の車両も駆使し様々な災害に対応している

## 概要
1970年（昭和45年）9月に設立された消防組合で、設立当初は武生市および今立郡今立町の1市1町で構成されていた。南越消防組合の前身は武生市消防本部。
消防組合設立以降は、1971年（昭和46年）および1972年（昭和47年）に今立郡と南条郡の各町村が加入し、構成市町はいわゆる「平成の大合併」で新設された市町で現在に至る。

## 沿革
- 1926年6月 - 武生町消防組内に常設部設立。
- 1946年11月 - 池田町上池田村および下池田村に消防団設立（1955年3月に池田町消防団に改組）。
- 1947年4月 - 河野村河野村消防団設立。
- 1949年3月7日 - 武生市消防本部および消防署設立、消防業務を開始。
- 1954年1月 - 南条町南条村消防団設立（1965年に南条町消防団に改組）。
- 1955年4月 - 今庄町今庄町消防団設立
- 1956年9月 - 今立町今立町消防団設立。
- 1970年9月1日 - 武生市および今立町で南越消防組合設立。消防署および村国分遣所開設。
- 1971年10月1日 - 南条町および河野村加入。
- 1971年12月22日 - 今立消防署開設。
- 1972年4月1日 - 南条消防署開設。
- 1972年10月1日 - 池田町および今庄町加入。同日河野消防署開設。
- 1972年11月6日 - 北陸トンネル火災事故発生。
- 1973年4月1日 - 今庄消防署開設。
- 1974年1月28日 - 池田消防署開設。
- 1976年12月15日 - 国高分署開設。
- 1998年4月1日 - 東消防署開設。組織改革により2署4分署体制に変更。
- 2000年4月1日 - 南消防署開設。
- 2005年1月1日 - 南越前町が加入。
- 2005年4月25日 - 消防本部新庁舎および中消防署開設。
- 2005年10月1日 - 越前市が加入。

## 組織
- 消防本部 - 総務課、予防課、警防課、指令情報課
- 消防署 - 予防指導係、消防第1係、消防第2係

## 保有車両
※2019年現在
- 普通消防ポンプ車：7
- 水槽付消防ポンプ車：4
- はしご車：2（18m級および30m級）
- 化学消防車：2
- 救助工作車：3
- 広報車：8
- 資機材搬送車：5
- 水槽車：1
- 指令車：6
- 支援車：1
- 救急車：8

## 消防署

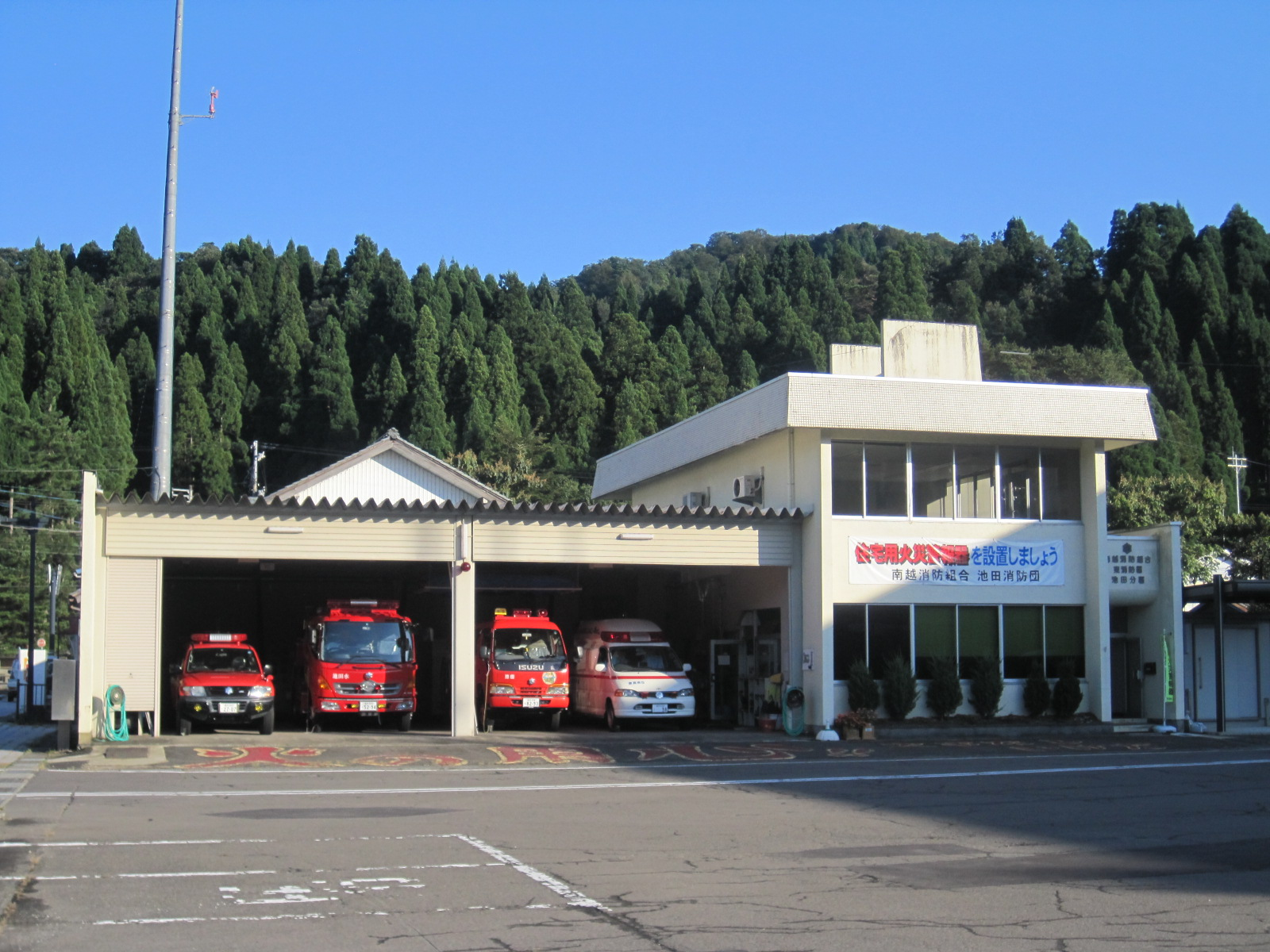
東消防署池田分署

| 消防署   | 住所                         | 分署                               |
| -------- | ---------------------------- | ---------------------------------- |
| 中消防署 | 越前市千福町126番地          | なし                               |
| 東消防署 | 越前市西樫尾町18号7番地2     | 池田：今立郡池田町稲荷35号2番地1   |
| 南消防署 | 南条郡南越前町湯尾14号4番地2 | 河野：南条郡南越前町今泉18号31番地 |

### 管轄区域
- 中消防署：越前市（旧武生市の区域）
- 東消防署：越前市（旧今立町の区域）
  - 池田分署：池田町
- 南消防署：南越前町（旧南条町・今庄町の区域）
  - 河野分署：南越前町（旧河野村の区域）